# کلورتون (مریلند)
کلورتون (به انگلیسی: Calverton) شهری در ایالت مریلند کشور ایالات متحده آمریکا است که جمعیت آن در سرشماری سال ۲۰۱۰ میلادی، ۱۷٬۷۲۴ نفر بوده‌است.